# George Marston

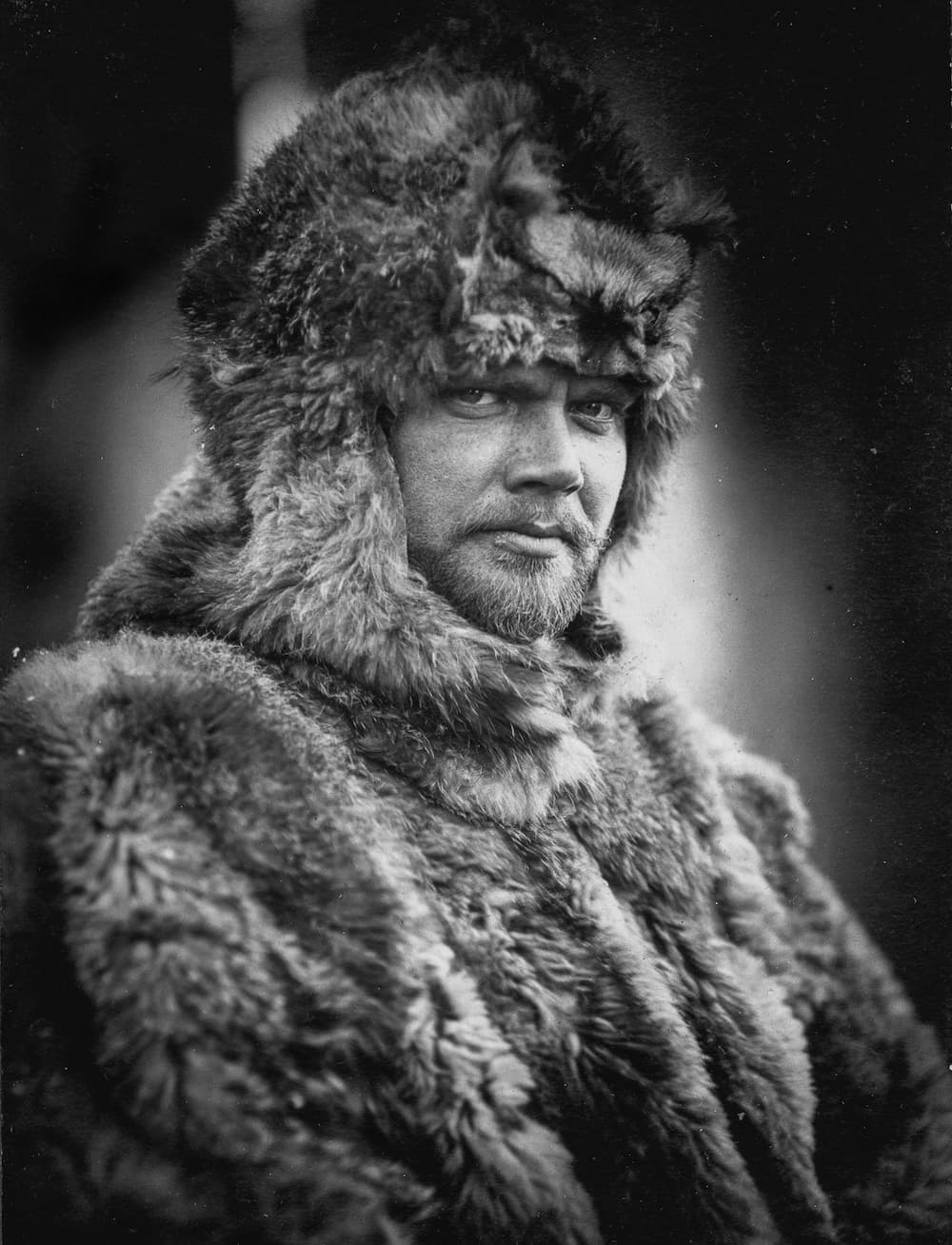
George Marston (fotografiert von Frank Hurley, um 1914)

George Edward Marston (* 19. März 1882 in Portsmouth, Hampshire; † 22. November 1940 in Taunton, Somerset) war ein britischer Maler und Grafiker. Bekannt wurde er als Illustrator der Nimrod- und der Endurance-Expedition unter der Leitung des Polarforschers Ernest Shackleton.

## Leben
Marston kam als Sohn eines Kutschenbauers im Seebad Southsea im Süden von Portsmouth zur Welt. Schon als Kind trat sein zeichnerisches Talent zutage. Bereits als Teenager verließ er das elterliche Zuhause, um in London am Regent Street Polytechnic Kunst zu studieren. Ab 1901 arbeitete er als Kunsterzieher an einer Schule in der Grafschaft Surrey. 
Noch zu Studienzeiten gehörte Marston zu einem Kreis junger Künstler und Kunststudenten, in dem auch zwei Schwestern Ernest Shackletons verkehrten. Kathleen (1884–1961) und Helen Shackleton (1882–1962) schlugen Marston vor, sich 1907 für die Teilnahme an der Nimrod-Expedition zu bewerben. Marston konnte Shackleton nicht nur von seinen künstlerischen Fähigkeiten, sondern auch wegen seiner Körperkraft und seines satirischen, spöttischen Sinns für Humor überzeugen. Auch bei anderen Expeditionsteilnehmern war Marston wegen dieses Humors sehr beliebt und erhielt durch sie den Spitznamen „Putty“ (zu Deutsch: Kitt). Während der Nimrod-Expedition war er für die Illustration des im Basislager angefertigten Expeditionsbuches Aurora Australis verantwortlich. Zudem nahm er teil an mehreren Versorgungsmärschen zum Anlegen von Depots für Shackletons Versuch, als erster den Südpol zu erreichen.
Die Verbindung zu Shackleton blieb auch nach dem Abschluss der Nimrod-Expedition 1909 bestehen. Marstons Aquarelle, die er während der Expedition angefertigt hatte, erschienen in Shackletons Buch The Heart of the Antarctic. Zudem begleitete er den Polarforscher auch auf seine nächste Reise in die Antarktis und gehörte während der Endurance-Expedition zur so genannten Weddell Sea Party. Nach dem Untergang der Endurance blieb er in der von Frank Wild geleiteten Gruppe, die nach fünfmonatiger Isolation auf Elephant Island schließlich am 30. August 1916 gerettet wurde.
Nach der Rückkehr nach England kehrte Marston in seinen alten Beruf zurück und unterrichtete bis 1922 an einer Kunsthandwerkschule in Petersfield. Danach war er für das Rural Industries Bureau (RIB) tätig, einer Organisation zur Unterstützung der Landwirtschaft und der Beschäftigung in ländlichen Regionen Englands, Wales und Schottlands, deren Direktor er 1931 wurde.
George Marston war seit 1913 mit seiner Frau Hazel (geborene Roberts) verheiratet, mit der er eine Tochter (Heather, geb. 1913) und einen Sohn (Bevis, geb. 1917) hatte. Das Paar lebte später getrennt, wurde jedoch nicht geschieden. Marston starb mit 58 Jahren an einem Herzinfarkt und wurde auf dem Friedhof der Kirchengemeinde von East Lyng bei Taunton beigesetzt. Seinen Grabstein ziert eine Gravur des Expeditionsschiffs Endurance.
Nach ihm sind der Mount Marston und der Marston-Gletscher in der Antarktis benannt. In der zweiteiligen britischen Miniserie Shackleton aus dem Jahr 2002 mit Kenneth Branagh in der Titelrolle wird Marston durch Chris Larkin verkörpert.